# Relations entre l'Inde et la Jordanie
Les relations entre l'Inde et la Jordanie commencent avec la signature d'un premier accord bilatéral de coopération et de relations amicales en 1947. L'accord est officialisé en 1950, lorsque l'Inde devient une république, et des relations diplomatiques complètes sont établies entre les deux pays.

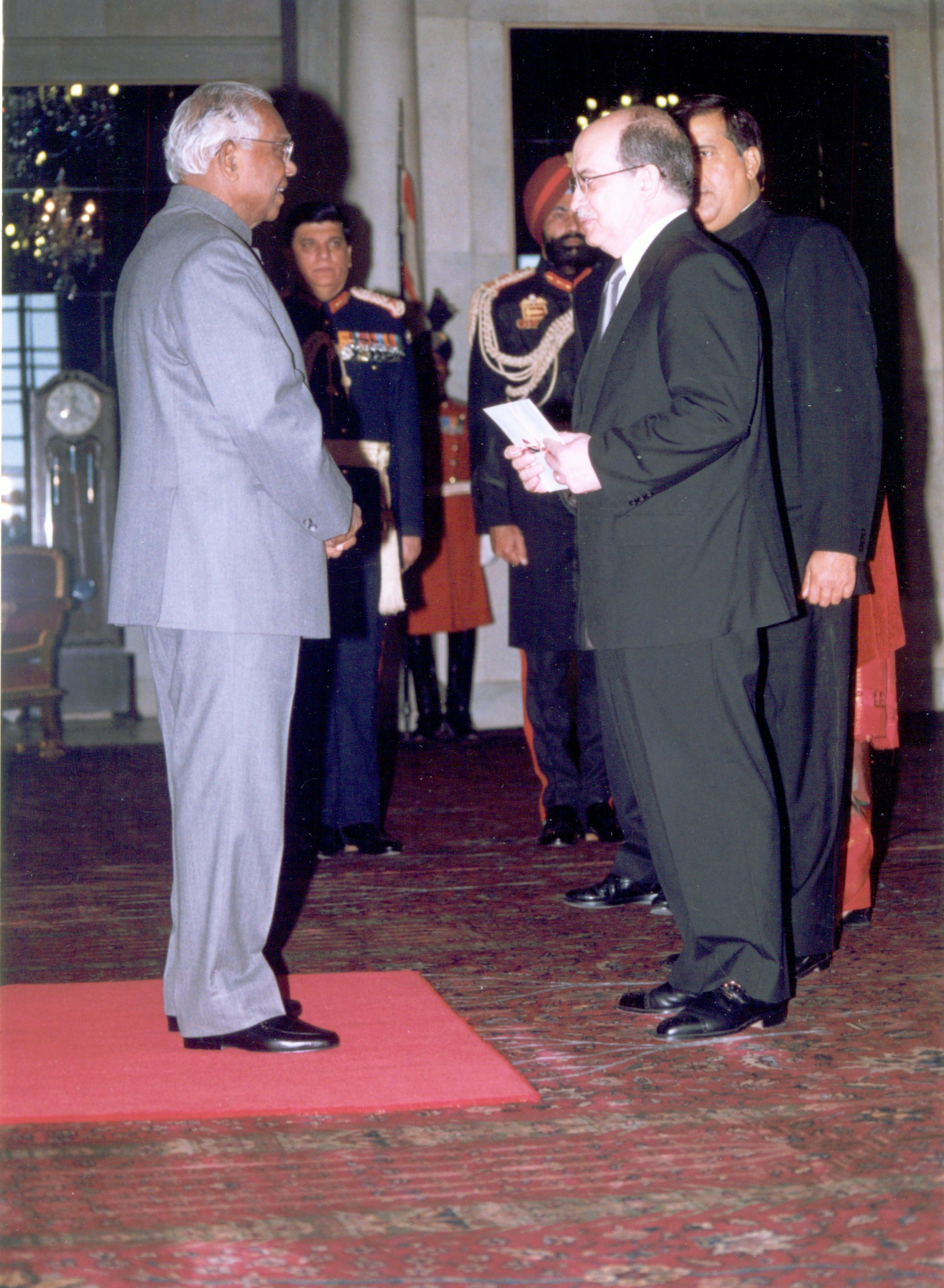
Remise de lettres de créance de l'ambassadeur jordanien au Président indien en 2003.

Plusieurs visites entre les deux pays ont lieu. Le roi Hussein se rend en Inde en décembre 1963. Le vice-président indien Zakir Hussein se rend en Jordanie en mai 1965 et participe aux prières à la mosquée Al-Aqsa, qui est alors sous contrôle jordanien. Le roi Abdallah II bin Al-Hussein et la reine Rania se rendent en Inde en décembre 2006. Le ministre indien des Affaires étrangères S.M. Krishna se rend en Jordanie le 20 novembre 2011. Le prince El Hassan bin Talal visiste le pays d'octobre à novembre 2012. Le premier ministre indien Narendra Modi rencontre le roi Abdallah en marge de l'Assemblée générale des Nations unies à New York en septembre 2015.
La reine Rania exprime son point de vue sur les relations bilatérales entre les deux pays dans une interview en mars 2006 avec India Today. Rani décrit l'Inde comme "l'étoile montante de l'Asie" et le "partenaire naturel" de la Jordanie. Concernant le rôle de l'Inde au Moyen-Orient, elle déclare que la région "aspire à ce que l'Inde joue un rôle plus important", ajoutant : "L'Inde a un rôle important parce que vous avez toujours été en contact avec nous et comprenez nos sensibilités". La Jordanie soutient la candidature de l'Inde à un siège non permanent au Conseil de sécurité de l'ONU pour le mandat 2011-12, et l'Inde soutient la candidature de la Jordanie pour le mandat 2014-16.
En octobre 2015, Pranab Mukherjee devient le premier président indien à se rendre en Jordanie. Mukherjee rencontre alors le roi Abdallah, le Premier ministre Abdullah Ensour et plusieurs autres hauts responsables. Au cours de la visite de six jours de Mukherjee, des accords et des protocoles d'accord sont signés entre les deux pays sur un programme d'échange culturel (2015-17) et le transport maritime. Des accords bilatéraux et des protocoles d'accord sont également signés entre le Bureau des normes indiennes et l'Organisation jordanienne de normalisation et de métrologie, l'institut du service extérieur de l'Inde et l'institut jordanien de diplomatie, et 10 protocoles d'accord pour la coopération éducative sont signés entre les universités et instituts indiens et jordaniens. Les deux pays conviennent également de renforcer leur coopération antiterroriste. Le roi Abdallah assure également au président Mukherjee que la Jordanie soutient la candidature de l'Inde à un siège permanent au sein d'un Conseil de sécurité de l'ONU réformé,.
Fayez Tarawneh, chef de la Cour royale hachémite de Jordanie, se rend en Inde en mars 2017. Il s'entretient avec le Premier ministre Modi.
Lors de sa deuxième visite en Inde, le roi Abdallah II bin Al-Hussien de Jordanie se rend dans le pays pour une visite de trois jours à partir du 27 février 2018 pour participer à une table ronde des organisée par le Forum des affaires Inde-Jordanie et rencontre son homologue Narendra Modi. Des protocoles d'accord dans divers domaines de coopération bilatérale sont alors signés. Il visite également l'IIT de Delhi pour développer la collaboration avec les instituts techniques jordaniens.

## Relations économiques
L'Inde est le 4e partenaire commercial de la Jordanie après l'Irak, l'Arabie saoudite et la Chine. Le commerce entre l'Inde et la Jordanie est régi par un accord bilatéral de 1976. Le commerce bilatéral entre les deux pays totalise 2,228 milliards de dollars américains en 2014-15, soit 12 millions de dollars de plus que l'exercice précédent. L'Inde exporte pour 1,431 milliard de dollars de marchandises vers la Jordanie et importe 857 millions de dollars. Depuis l'exercice 2012-13, la balance commerciale est en faveur de l'Inde. Les principaux produits exportés par l'Inde vers la Jordanie sont les machines électriques, les céréales, la viande congelée, les produits chimiques organiques et inorganiques, les fourrages pour animaux, l'ingénierie et les pièces automobiles.
Le commerce devrait atteindre 5 milliards de dollars d'ici 2025.
La Compagnie des mines de phosphate de Jordanie (JMPC) et la Coopérative d'engrais des agriculteurs indiens créent une coentreprise pour la fabrication d'acide phosphorique à Eshidiyawas en octobre 2015. La MMTC India Ltd signe un protocole d'accord avec la JMPC dans le secteur des engrais en juin 2015.
En janvier 2016, les indiens possèdent environ 25 usines textiles dans les zones industrielles qualifiées (QIZ) en Jordanie pour un investissement total de 300 millions de dollars. Ces usines emploient plus de 10 000 personnes.

## Relations culturelles
Une partie de la rue Saddzagloul à Amman est rebaptisée rue Mahatma Gandhi le 11 octobre 2015.
En janvier 2016, plus de 10 000 Indiens résident en Jordanie. Ils sont principalement employés dans le textile, la construction, la fabrication, les entreprises d'engrais, le secteur des soins de santé, les universités, l'informatique, la finance et les organisations multilatérales.